# Waffenschmiede (Wiesent)
Das Dorf Waffenschmiede ist ein Ortsteil der Gemeinde Wiesent im Oberpfälzer Landkreis Regensburg in Ostbayern.

## Lage
Der Ort Waffenschmiede liegt ca. 1,1 km nördlich von Wiesent an der Wiesent. 

## Geschichte
In Waffenschmiede befand sich eine Hammerschmiede, die vom Wasser der Wiesent angetrieben wurde. Die Bezeichnung Waffenschmiede besagt, dass hier Handwaffen, später Geräte für die Landwirtschaft und das Handwerk, geschmiedet wurden. Ab 1895 wurde hier ein Sägewerk und später noch einer Zimmerei betrieben. Heute befindet sich hier der Dressur- und Ausbildungsstall Gut Waffenschmiede.